# Štítina
Štítina (in tedesco Stettin) è un comune della Repubblica Ceca facente parte del distretto di Opava, nella regione della Moravia-Slesia.

## Monumenti e luoghi d'interesse
- Castello di Štítina, antica struttura demolita nella seconda metà del XX secolo.